# سان-أندريه-دويريا
سان-أندريه-دويريا (بالفرنسية: Saint-André-d'Huiriat)‏ هي بلدية فرنسية تقع في إقليم الآن. رمز إنسي لها هو:1334. أما الرمز البريدي لها فهو: 1290.

## أعلام
- روبرت البان